# Лејкон (Илиноис)
Лејкон (енгл. Lacon) град је у америчкој савезној држави Илиноис. По попису становништва из 2010. у њему је живело 1.937 становника.

## Демографија
Према попису становништва из 2010. у граду је живело 1.937 становника, што је 42 (2,1%) становника мање него 2000. године.
| Група             | 2000.         | 2010.         |
| Белци             | 1.948 (98,4%) | 1.880 (97,1%) |
| Афроамериканци    | 2 (0,1%)      | 2 (0,1%)      |
| Азијати           | 4 (0,2%)      | 4 (0,2%)      |
| Хиспаноамериканци | 18 (0,9%)     | 38 (2,0%)     |
| Укупно            | 1.979         | 1.937         |